# 1 000 kilomètres de Sandown Park 1984
Navigation
Édition suivante
Les 1 000 kilomètres de Sandown Park 1984, disputées le 2 décembre 1984 sur le Circuit de Sandown, ont été la onzième et dernière manche du Championnat du monde des voitures de sport 1984.

## La course

### Classement de la course
Voici le classement officiel au terme de la course,,.
- Les premiers de chaque catégorie du championnat du monde sont signalés par un fond jaune.
- Pour la colonne Pneus, il faut passer le curseur au-dessus du modèle pour connaître le manufacturier de pneumatiques.
- Les voitures ne réussissant pas à parcourir 75% de la distance du gagnant sont non classées (NC).

| Pos  | Classe | no  | Écurie                              | Pilotes                                               | Châssis                             | Pneus | Tours | Temps                 |
| Pos  | Classe | no  | Écurie                              | Pilotes                                               | Moteur                              | Pneus | Tours | Temps                 |
| ---- | ------ | --- | ----------------------------------- | ----------------------------------------------------- | ----------------------------------- | ----- | ----- | --------------------- |
| 1    | C1     | 2   | Rothmans Porsche                    | Stefan Bellof Derek Bell                              | Porsche 956                         | D     | 206   | 6 h 1 min 30 s 300    |
| 1    | C1     | 2   | Rothmans Porsche                    | Stefan Bellof Derek Bell                              | Porsche Type-935 2,6 l Flat-6 Turbo | D     | 206   | 6 h 1 min 30 s 300    |
| 2    | C1     | 1   | Rothmans Porsche                    | Jochen Mass Jacky Ickx                                | Porsche 956                         | D     | 203   | + 3 tours             |
| 2    | C1     | 1   | Rothmans Porsche                    | Jochen Mass Jacky Ickx                                | Porsche Type-935 2,6 l Flat-6 Turbo | D     | 203   | + 3 tours             |
| 3    | C1     | 14  | GTi Engineering / Canon Racing      | Jonathan Palmer Jan Lammers                           | Porsche 956 GTi                     | D     | 202   | + 4 tours             |
| 3    | C1     | 14  | GTi Engineering / Canon Racing      | Jonathan Palmer Jan Lammers                           | Porsche Type-935 2,6 l Flat-6 Turbo | D     | 202   | + 4 tours             |
| 4    | C1     | 10  | Porsche Kremer Racing               | Sarel van der Merwe George Fouché                     | Porsche 956                         | G     | 200   | + 6 tours             |
| 4    | C1     | 10  | Porsche Kremer Racing               | Sarel van der Merwe George Fouché                     | Porsche Type-935 2,6 l Flat-6 Turbo | G     | 200   | + 6 tours             |
| 5    | C1     | 11  | Porsche Kremer Racing               | Manfred Winkelhock Rusty French                       | Porsche 956B                        | G     | 200   | + 6 tours             |
| 5    | C1     | 11  | Porsche Kremer Racing               | Manfred Winkelhock Rusty French                       | Porsche Type-935 2,6 l Flat-6 Turbo | G     | 200   | + 6 tours             |
| 6    | C1     | 34  | Team Australia                      | Colin Bond (en) Andrew Miedecke (en)                  | Porsche 962                         | G     | 198   | + 8 tours             |
| 6    | C1     | 34  | Team Australia                      | Colin Bond (en) Andrew Miedecke (en)                  | Porsche Type-935 2,6 l Flat-6 Turbo | G     | 198   | + 8 tours             |
| 7    | C1     | 7   | New Man Joest Racing                | Klaus Ludwig Henri Pescarolo                          | Porsche 956                         | D     | 197   | + 9 tours             |
| 7    | C1     | 7   | New Man Joest Racing                | Klaus Ludwig Henri Pescarolo                          | Porsche Type-935 2,6 l Flat-6 Turbo | D     | 197   | + 9 tours             |
| 8    | C1     | 3   | Rothmans Porsche                    | Vern Schuppan Alan Jones                              | Porsche 956                         | D     | 196   | + 10 tours            |
| 8    | C1     | 3   | Rothmans Porsche                    | Vern Schuppan Alan Jones                              | Porsche Type-935 2,6 l Flat-6 Turbo | D     | 196   | + 10 tours            |
| 9    | C1     | 55  | Skoal Bandit Porsche Team           | Rupert Keegan Franz Konrad                            | Porsche 956                         | G     | 194   | + 12 tours            |
| 9    | C1     | 55  | Skoal Bandit Porsche Team           | Rupert Keegan Franz Konrad                            | Porsche Type-935 2,6 l Flat-6 Turbo | G     | 194   | + 12 tours            |
| 10   | C2     | 70  | Spice-Tiga Racing                   | Gordon Spice Neil Crang                               | Tiga GC84                           | A     | 189   | + 17 tours            |
| 10   | C2     | 70  | Spice-Tiga Racing                   | Gordon Spice Neil Crang                               | Ford Cosworth DFL 3,0 l V8 Atmo     | A     | 189   | + 17 tours            |
| 11   | C1     | 12  | Schornstein Racing Team             | Dieter Schornstein "John Winter" Paul Belmondo        | Porsche 956                         | D     | 184   | + 22 tours            |
| 11   | C1     | 12  | Schornstein Racing Team             | Dieter Schornstein "John Winter" Paul Belmondo        | Porsche Type-935 2,6 l Flat-6 Turbo | D     | 184   | + 22 tours            |
| 12   | C2     | 74  | Gebhardt Motorsport                 | Frank Jelinski Beate Nodes (de) Günther Gebhardt (de) | Gebhardt JC843                      | A     | 181   | + 25 tours            |
| 12   | C2     | 74  | Gebhardt Motorsport                 | Frank Jelinski Beate Nodes (de) Günther Gebhardt (de) | Ford Cosworth DFL 3,0 l V8 Atmo     | A     | 181   | + 25 tours            |
| 13   | C1     | 17  | Porsche Kremer Racing               | Kees Kroesemeijer (de) Peter Janson (en) Jesús Pareja | Porsche-Kremer CK5                  | D     | 179   | + 27 tours            |
| 13   | C1     | 17  | Porsche Kremer Racing               | Kees Kroesemeijer (de) Peter Janson (en) Jesús Pareja | Porsche Type-935 2,6 l Flat-6 Turbo | D     | 179   | + 27 tours            |
| 14   | AC     | 62  | JPS Team BMW (en)                   | Jim Richards (en) Tony Longhurst (en)                 | BMW 320i                            | Y     | 178   | + 28 tours            |
| 14   | AC     | 62  | JPS Team BMW (en)                   | Jim Richards (en) Tony Longhurst (en)                 | BMW M10 (en) 2,0 l I4 Atmo          | Y     | 178   | + 28 tours            |
| 15   | B      | 106 | Helmut Gall                         | Helmut Gall Altfrid Heger                             | BMW M1                              | D     | 170   | + 36 tours            |
| 15   | B      | 106 | Helmut Gall                         | Helmut Gall Altfrid Heger                             | BMW M88/1 3,5 l I6 Atmo             | D     | 170   | + 36 tours            |
| 16   | C2     | 99  | JQF Engineering Ltd.                | Jeremy Rossiter (en) Roy Baker Gary Evans (en)        | Tiga GC284                          | A     | 156   | + 50 tours            |
| 16   | C2     | 99  | JQF Engineering Ltd.                | Jeremy Rossiter (en) Roy Baker Gary Evans (en)        | Ford Cosworth BDT 1,8 l I4 Turbo    | A     | 156   | + 50 tours            |
| NC   | C2     | 83  | Roger Andreason Racing              | Richard Jones (en) Don Burroughs John Bartlett        | Lola T610 (en)                      | A     | 120   | + 86 tours            |
| NC   | C2     | 83  | Roger Andreason Racing              | Richard Jones (en) Don Burroughs John Bartlett        | Ford Cosworth DFL 3,0 l V8 Atmo     | A     | 120   | + 86 tours            |
| NC   | C1     | 56  | Rothmans Porsche                    | Johnny Dumfries Jack Brabham Richard Lloyd (en)       | Porsche 956                         | D     | 108   | + 98 tours            |
| NC   | C1     | 56  | Rothmans Porsche                    | Johnny Dumfries Jack Brabham Richard Lloyd (en)       | Porsche Type-935 2,6 l Flat-6 Turbo | D     | 108   | + 98 tours            |
| NC   | AC     | 61  | Bap Romano Racing (en)              | Bap Romano Alfredo Costanzo (en)                      | Romano WE84 (en)                    | A     | 106   | + 100 tours           |
| NC   | AC     | 61  | Bap Romano Racing (en)              | Bap Romano Alfredo Costanzo (en)                      | Ford Cosworth DFL 4,0 l V8 Atmo     | A     | 106   | + 100 tours           |
| Abd. | C1     | 33  | Skoal Bandit Porsche Team           | David Hobbs Thierry Boutsen                           | Porsche 956B                        | G     | 171   | Bobine                |
| Abd. | C1     | 33  | Skoal Bandit Porsche Team           | David Hobbs Thierry Boutsen                           | Porsche Type-935 2,6 l Flat-6 Turbo | G     | 171   | Bobine                |
| Abd. | AC     | 65  | Jeff Harris                         | Jeff Harris Ray Hanger Barry Jones                    | JWS C2                              | A     | 114   | Surchauffe            |
| Abd. | AC     | 65  | Jeff Harris                         | Jeff Harris Ray Hanger Barry Jones                    | Mazda 13B 1,3 l 2-Rotor Turbo       | A     | 114   | Surchauffe            |
| Abd. | C2     | 81  | Jolly Club                          | Guido Daccò (en) Lucio Cesario                        | Alba AR2 (de)                       | A     | 114   | Problèmes électriques |
| Abd. | C2     | 81  | Jolly Club                          | Guido Daccò (en) Lucio Cesario                        | Giannini Carma FF 1,9 l I4 Turbo    | A     | 114   | Problèmes électriques |
| Abd. | C2     | 73  | Gebhardt Motorsport                 | Cathy Muller Sue Ransom Margie Smith-Haas             | Gebhardt JC842                      | A     | 95    | Suspension            |
| Abd. | C2     | 73  | Gebhardt Motorsport                 | Cathy Muller Sue Ransom Margie Smith-Haas             | BMW M88/1 3,5 l I6 Atmo             | A     | 95    | Suspension            |
| Abd. | IMSA   | 131 | Kendall Racing                      | Chuck Kendall Jim Cook (en) Peter Fitzgerald          | Lola T600 (en)                      | B     | 95    | Arbre de transmission |
| Abd. | IMSA   | 131 | Kendall Racing                      | Chuck Kendall Jim Cook (en) Peter Fitzgerald          | Chevrolet 5,8 l V8 Atmo             | B     | 95    | Arbre de transmission |
| Abd. | C2     | 80  | Jolly Club                          | Martino Finotto Carlo Facetti Guido Daccò (en)        | Alba AR2 (de)                       | A     | 91    | Moteur                |
| Abd. | C2     | 80  | Jolly Club                          | Martino Finotto Carlo Facetti Guido Daccò (en)        | Giannini Carma FF 1,9 l I4 Turbo    | A     | 91    | Moteur                |
| Abd. | C2     | 72  | ADA Engineering Gebhardt Motorsport | Ian Harrower Neville Crichton (en) Bruce Davidson     | Gebhardt JC843                      | A     | 64    | Incendie moteur       |
| Abd. | C2     | 72  | ADA Engineering Gebhardt Motorsport | Ian Harrower Neville Crichton (en) Bruce Davidson     | Ford Cosworth DFL 3,0 l V8 Atmo     | A     | 64    | Incendie moteur       |
| Abd. | C2     | 90  | Jens Winther Team Castrol           | Jens Winther Lars Viggo Jensen (pl)                   | URD C81                             | A     | 42    | Suspension            |
| Abd. | C2     | 90  | Jens Winther Team Castrol           | Jens Winther Lars Viggo Jensen (pl)                   | BMW M88/1 3,5 l I6 Atmo             | A     | 42    | Suspension            |
| Abd. | B      | 113 | Strandell Racing                    | Nick Faure (en) Kenneth Leim Peter Clark              | Porsche 930                         | ?     | 0     | Moteur                |
| Abd. | B      | 113 | Strandell Racing                    | Nick Faure (en) Kenneth Leim Peter Clark              | Porsche Type-930 3,3 l Flat-6 Turbo | ?     | 0     | Moteur                |
| DSQ  | AC     | 64  | Re-Car Racing                       | Allan Grice (en) Dick Johnson Ron Harrop              | Chevrolet Monza                     | D     | 114   | Disqualifié           |
| DSQ  | AC     | 64  | Re-Car Racing                       | Allan Grice (en) Dick Johnson Ron Harrop              | Chevrolet 6,0 l V8 Atmo             | D     | 114   | Disqualifié           |
| Np.  | AC     | 63  | Thomson-Fowler Motorsport           | Bryan Thomson Brad Jones (en)                         | Mercedes-Benz 450 SLC               | A     | -     | Surchauffe            |
| Np.  | AC     | 63  | Thomson-Fowler Motorsport           | Bryan Thomson Brad Jones (en)                         | Chevrolet 4,2 l V8 Turbo            | A     | -     | Surchauffe            |
| Np.  | C1     | 16  | Terry Hook                          | Terry Hook Warwick Brown                              | Lola T610 (en)                      | ?     | -     |                       |
| Np.  | C1     | 16  | Terry Hook                          | Terry Hook Warwick Brown                              | Chevrolet 6,0 l V8 Atmo             | ?     | -     |                       |

## Pole position et record du tour
- Pole position :  Stefan Bellof (#2 Rothmans Porsche) en 1 min 31 s 600
- Meilleur tour en course :  Stefan Bellof (#2 Rothmans Porsche) en 1 min 34 s 400

## À noter
- Longueur du circuit : 3,903 km
- Distance parcourue par les vainqueurs : 1 002,982 km